# Де Йонг, Регги
Регина («Регги») Констанс де Йонг (нидерл. Regina Constance «Reggie» de Jong; род. 7 января 1964 года, Хилверсум, пров. Северная Голландия, Нидерланды) — голландская пловчиха, призёр Олимпийских игр 1980 года.

## Карьера
На Олимпийских играх 1980 года вместе с Конни ван Бентум, Аннелиз Мас и Вильмой ван Вельсен завоевала бронзовую медаль в эстафете 4×100 метров вольным стилем. Лучший результат на Олимпийских играх в индивидуальной дисциплине — пятое место на Олимпийских играх 1980 года в плавании на 200 метров вольным стилем (2.02,76).